# Stadio José Manuel Moreno
Lo stadio José Manuel Moreno (Estadio José Manuel Moreno in spagnolo) è un impianto sportivo della città argentina di Parque San Martín, nella provincia di Buenos Aires. Ospita le partite interne del Deportivo Merlo ed ha una capienza di 7.500 spettatori.
È intitolato alla memoria di José Manuel Moreno, ex giocatore del River Plate che visse gli ultimi anni della sua vita a Merlo diventando un dirigente del Deportivo.